# Ninin Sankyaku
Singles de Misono
Mugen Kigen
(2008) Kazoku no Hi / Aburazemi
(2008)
Ninin Sankyaku est le 10e single de Misono sorti sous le label Avex Trax le 25 juin 2008 au Japon. Il atteint la 10e place du classement de l'Oricon, il reste classé pendant 10 semaines, pour un total de 28 000 exemplaires vendus. C'est le 2e single le plus vendu de Misono à ce jour. Il sort en format CD et CD+DVD.
Ninin Sankyaku a été utilisé comme thème musical pour le jeu vidéo Tales of Symphonia: Dawn of the New World.Ninin Sankyaku se trouve sur l'album Sei -say- et sur le mini album Tales with Misono ~Best~.

## Liste des titres
Toutes les paroles sont écrites par Misono.
| 1. | Ninin Sankyaku (二人三脚)                                                                                         | Akio Shimizu, PLECTRUM                                                                          | 4:29 |
| 2. | Rock Project Medley (Zasetsu Chiten/Jūnin Toiro/Mugen Kigen/Ninin Sankyaku) (挫折地点/十人十色/夢幻期限/二人三脚) | Yumi Nakashima, 藤井敬之, Akio Shimizu, 日向秀和, GO!GO!7188, 音速ライン, 棚橋UNA信仁, PLECTRUM | 9:28 |
| 3. | Ninin Sankyaku （Instrumental） (二人三脚)                                                                        | Akio Shimizu, PLECTRUM                                                                          | 4:27 |

| 1. | Ninin Sankyaku (二人三脚) |  |
| 2. | Gamecube Tales of Symphonia Animated Movie Opening (テイルズ オブ シンフォニア オープニングアニメーションムービー) |  |
| 3. | Playstation 2 Tales of Symphonia Animated Movie Opening (テイルズ オブ シンフォニア オープニングアニメーションムービー) |  |
| 4. | Nintendo DS Tales of the Tempest Animated Movie Opening (テイルズ オブ ザ テンペストオープニングムービー) |  |
| 5. | Misono "Tales of" Series Tie-Up Song: Special Video Clip Medley (Starry Heavens/Soshite Boku ni Dekiru Koto/VS/Lovely♥Cat's Eye) (テイルズ オブ シリーズタイアップ楽曲・スペシャル (Starry Heavens/そして僕にできるコト/VS/ラブリー♥キャッツアイ)) |  |
| 6. | Misono Comment Video (Misonoコメント映像) |  |
| 7. | Ninin Sankyaku -TV SPOTS 15 s + 30 s (二人三脚) |  |